# Eutrema parvulum
Eutrema parvulum är en korsblommig växtart som först beskrevs av Alexander Gustav von Schrenk, och fick sitt nu gällande namn av Al-shehbaz och S.I. Warwick. Eutrema parvulum ingår i släktet skidörter, och familjen korsblommiga växter. Inga underarter finns listade i Catalogue of Life.